# غالينا ديميتروفا
غالينا ديميتروفا (بالبلغارية: Галина Димитрова)‏ هي لاعب كرة مضرب بلغارية، ولدت في 11 أبريل 1978.

## وصلات خارجية
- غالينا ديميتروفا على موقع رابطة محترفات التنس (الإنجليزية)
- غالينا ديميتروفا على موقع الاتحاد الدولي لكرة المضرب (الإنجليزية)
- غالينا ديميتروفا على موقع كأس بيلي جين كينغ (الإنجليزية)
- غالينا ديميتروفا على موقع خلاصة التنس.كوم (الإنجليزية)